# 小韋爾布切
51°12′56″N 26°18′12″E / 51.21556°N 26.30333°E
小韋爾布切（烏克蘭語：Мале Вербче），是烏克蘭的村落，位於該國西北部羅夫諾州，由薩爾內區負責管轄，始建於1609年，面積1.3平方公里，海拔高度158米，2001年人口1,044，人口密度每平方公里803.1人。